# 西条町助実
西条町助実(さいじょうちょうすけざね)は、広島県東広島市の大字。郵便番号は739-0021。当地域の人口は2,963人（2024年3月末現在、住民基本台帳による。東広島市調べ。）。全域で住居表示未実施である。

## 地理
東広島市の中央部に広がる西条盆地の東部に位置する。
南は西条町御薗宇、北は西条町土与丸に接する。

## 歴史

### 沿革
- 1889年（明治22年）4月1日、町村制の施行により、広島県賀茂郡に属する吉行村、土与丸村、助実村が合併して村制施行し、吉土実村が発足[5][6]。助実は吉土実村の大字となる[5]。
- 1939年（昭和14年）7月1日、賀茂郡に属する西条町、寺西村、下見村、御薗宇村、吉土実村が合併して新たに西条町が発足[7][8]。助実は西条町の大字となる[7]。
- 1974年（昭和49年）4月20日、賀茂郡に属する西条町、八本松町、志和町、高屋町が合併して市制施行し、東広島市が発足[2][9]。助実は「西条町」を冠称して東広島市の大字となる[2]。

## 交通

### 鉄道
町域内に鉄道路線は通っていない。最寄り駅は西条駅(JR山陽本線)。

### バス
JRバス中国、芸陽バスならびに東広島市コミュニティバスののんバスが乗り入れている。
- JRバス中国:西条駅～広島国際大学、呉駅方面(一部便は東広島駅を経由)[10]
- 芸陽バス:西条駅～安芸津駅方面、竹原駅方面[11]
- のんバス:西条駅を起点に、西条地区市街地を一周する[12]。

### 道路
- 国道375号

## 施設

### 公共施設
- 東広島消防署[13]

### 商業施設
- ゆめモール西条[14]